# José Santos Chocano

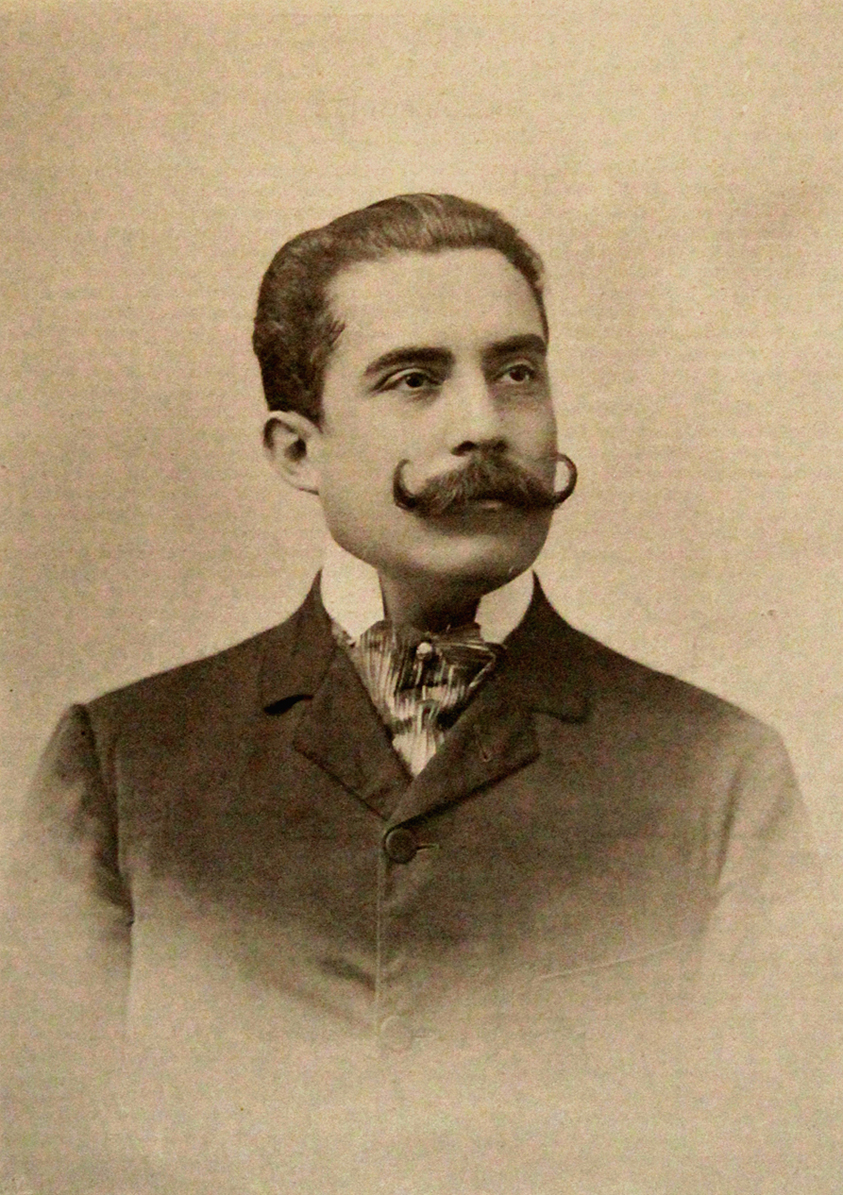
José Santos Chocano (ungefär 1900)

José Santos Chocano, född 14 maj 1875 i Lima, död 13 juli 1934 i Santiago de Chile, Chile, var en peruansk diktare.
Chocano fängslades en kort tid som revolutionär 1894 och skrev i fängelset sina Iras santas. Han skildrade även det amerikanska folklivet i dikten En la Aldea (1895), peruanernas hjältebedrifter i salpeterkriget i La epopeya del Morro (1898) och efterliknade i Canto del siglo (1900) Victor Hugos La légende des siècles. I sin Alma América (1906) hyllar han Amerikas ursprungsbefolkning. Han betraktades tidigare som Latinamerikas främste skald, näst efter Rubén Darío.